# 马哈茂德·萨德吉
马哈茂德·萨德吉（波斯語：‎；1962年3月22日—），伊朗律师、法学家、学者和改革派政治家，目前是代表德黑兰、雷伊、谢米尔拉纳特和埃斯兰沙赫尔选区的伊朗伊斯兰议会议员。 
2020年2月25日，在冠状病毒疫情期间，萨德吉被检测出SARS-CoV-2呈阳性（SARS-CoV-2是导致2019年冠状病毒病的病毒）。

## 早年生活
萨德吉于1962年出生于阿里古达兹的一个教士家庭。 他的父亲穆罕默德·侯赛因·萨德吉是反对巴列维王朝的众多教士之一，也是霍梅尼 的学生。伊朗革命后，萨德吉的父亲在哈夫特·提尔爆炸案中丧生。 

## 教育
萨德吉于1990年获得德黑兰大学的法学学士学位。他于1993年获得塔比亚特·莫达雷斯大学的私法硕士学位，并于2000年获得该大学的私法博士学位。

## 职业生涯
萨德吉是塔比亚特·莫达雷斯大学的副教授，专攻私法 。  

### 选举史
| 年份 | 选举类型 | 得票数    | 得票占比 | 排名 | 注释 |
| ---- | -------- | --------- | -------- | ---- | ---- |
| 2016 | 议会     | 1,164,368 | 35.85    | 17   | 胜选 |

## 个人生活
2020年2月25日，在冠状病毒蔓延至伊朗之后，萨德吉表示他感染了SARS-CoV-2。SARS-CoV-2是导致2019年冠状病毒病的病毒。  